# Castello di Neuberg
Il castello di Neuberg (in ceco Zámek Neuberg) si trova a Podhradí, comune nel Distretto di Cheb, Regione di Karlovy Vary in Repubblica Ceca. Si tratta di un complesso ridotto quasi tutto in rovine che si estende su un'ampia superficie e comprende un edificio superiore, una torre cilindrica e un edificio inferiore, oltre ad altre pertinenze. Il nucleo originale è stato costruito a partire dal XII secolo.

## Storia

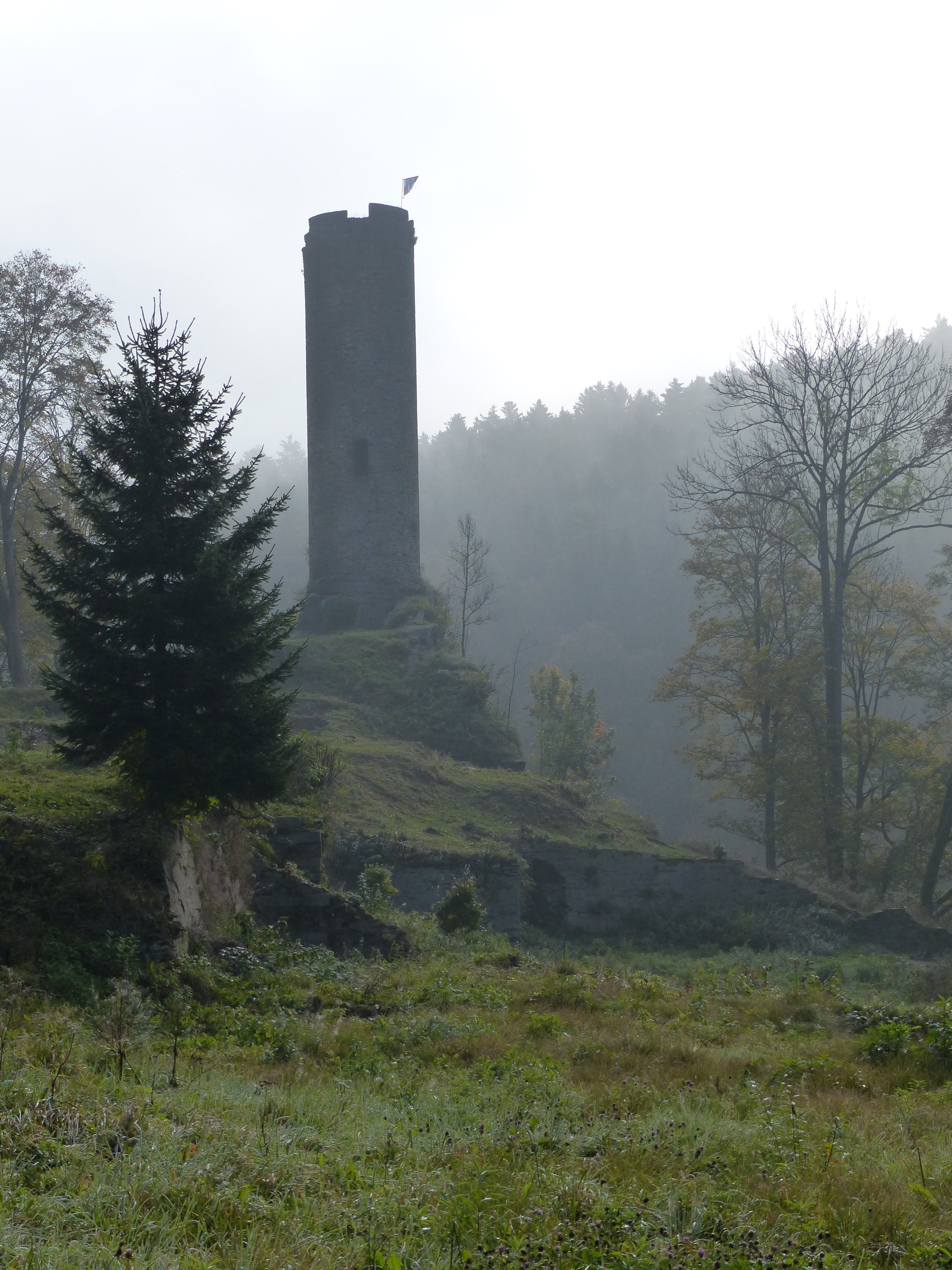
Torre del castello

Il castello di Neuberg venne costruito a cavallo tra il XII e il XIII secolo e deve il suo nome all'antica denominazione in tedesco della città, che era Neuberg o Neuberg bei Asch. Nel 1392 la proprietà passò alla famiglia von Zedtwitz e dopo la guerra dei trent'anni il castello rimase disabitato e cadde in rovina. L'edificio del castello inferiore, il primo del complesso, fu costruito su un terrazzo livellato artificialmente. Originariamente aveva 3 ali che racchiudevano un cortile interno leggermente trapezoidale. La struttura principale, situata sul lato nord-est, era rettangolare e si deve ad un ampliamento del primo barocco del nucleo rinascimentale.
L'edificio è un rudere, di cui sono meglio conservati i muri perimetrali su alcuni lati fino all'altezza di 3 piani fuori terra. Le pareti, a intervalli regolari, si aprono con finestre rettangolari. Del castello originale si conserva anche la torre cilindrica, l'antico mastio, e altre parti in superficie delle mura. Nel fossato del castello a sud venne costruita una fabbrica di birra di cui restano le cantine. Dell'edificio del castello inferiore si è conservato il muro della terrazza meridionale in pietra di cava con i resti delle fondamenta dell'ala meridionale del castello. Tra il 2015 e il 2018 la torre del castello è stata resa accessibile tramite scale di nuova costruzione e nella stagione turistica funge da torre di osservazione sul territorio.

## Descrizione
Il complesso del castello di Neuberg si trova in posizione levata a Podhradí, comune della Regione di Karlovy Vary nella Repubblica Ceca. Ridotto quasi tutto in rovine conserva in particolare l'antico mastio cilindrico alto quasi 20 metri, restaurato nel secondo decennio del XXI secolo e utilizzato dopo la sua riapertura al pubblico come punto di osservazione panoramico sul territorio. Si sono conservate anche alcune cantine e parti della muratura originaria del castello inferiore. Il castello superiore è la parte del complesso residenziale meglio conservato anche se ne restano solo alcune mura esterne con le facciate caratterizzate dalle finestre rettangolari che in gran parte conservano ancora rivestimenti barocchi in pietra con modanature e cornici. Si sono conservati anche resti dell'intonaco originale con stucchi. Del complesso restano anche le fondamenta e le cantine della fabbrica di birra edificata sotto le sue mura.

### Monumento culturale della Repubblica Ceca
La tutela dei monumenti della Repubblica Ceca considera il complesso del castello di Neuberg ormai in rovina un monumento culturale tutelato col numero di catalogo 1000147453.